# یرکسهایم
یرکسهایم (به آلمانی: Jerxheim) یک شهر در آلمان است که در هلمشتدت واقع شده‌است. یرکسهایم ۱٬۲۵۱ نفر جمعیت دارد.